# Bolyphantes
Bolyphantes C. L. Koch, 1837 è un genere di ragni appartenente alla famiglia Linyphiidae.

## Distribuzione
Le sedici specie oggi note di questo genere sono state rinvenute nella regione paleartica: le specie dall'areale più vasto sono la B. alticeps e la B. luteolus reperite in varie località dell'intera regione.

## Tassonomia
Dal 2011 non sono stati esaminati esemplari di questo genere.
A dicembre 2012, si compone di 16 specie:
- Bolyphantes alticeps (Sundevall, 1833) — Regione paleartica
- Bolyphantes bipartitus (Tanasevitch, 1989) — Kirghizistan
- Bolyphantes distichoides Tanasevitch, 2000 — Russia
- Bolyphantes distichus (Tanasevitch, 1986) — Russia
- Bolyphantes elburzensis Tanasevitch, 2009 — Iran
- Bolyphantes kilpisjaerviensis Palmgren, 1975 — Finlandia
- Bolyphantes kolosvaryi (Caporiacco, 1936) — Svizzera, Italia, Penisola balcanica
- Bolyphantes lagodekhensis (Tanasevitch, 1990) — Georgia
- Bolyphantes lamellaris Tanasevitch, 1990 — Italia, Grecia, Russia
- Bolyphantes luteolus (Blackwall, 1833)[3] — Regione paleartica
- Bolyphantes mongolicus Loksa, 1965 — Mongolia
- Bolyphantes nigropictus Simon, 1884 — Mediterraneo occidentale
- Bolyphantes punctulatus (Holm, 1939) — Scandinavia, Russia
- Bolyphantes sacer (Tanasevitch, 1986) — Kirghizistan
- Bolyphantes severtzovi Tanasevitch, 1989 — Asia Centrale
- Bolyphantes supremus (Tanasevitch, 1986) — Kirghizistan

### Specie trasferite
- Bolyphantes affinitatus Strand, 1901; trasferita al genere Incestophantes[1].
- Bolyphantes auriformis Zhu & Tu, 1986; trasferita al genere Mughiphantes.
- Bolyphantes bonneti Loksa, 1965; trasferita al genere Parawubanoides.
- Bolyphantes caucasicus Tanasevitch, 1990; trasferita al genere Bolephthyphantes.
- Bolyphantes crinifrons (Urquhart, 1891); trasferita al genere Nomaua appartenente alla famiglia Synotaxidae.
- Bolyphantes crucifer (Menge, 1866); trasferita al genere Incestophantes.
- Bolyphantes hyperauritus Loksa, 1965; trasferita al genere Tchatkalophantes.
- Bolyphantes index (Thorell, 1856); trasferita al genere Bolephthyphantes.
- Bolyphantes indexoides Tanasevitch, 1989; trasferita al genere Bolephthyphantes.
- Bolyphantes nigromaculatus Zhu & Wen, 1983; trasferita al genere Mughiphantes.
- Bolyphantes sibiricus (Grube, 1861); trasferita al genere Stemonyphantes.
- Bolyphantes sophianus Drensky, 1931; trasferita al genere Antrohyphantes.
- Bolyphantes unicornis (O. P.-Cambridge, 1873); trasferita al genere Parawubanoides.
- Bolyphantes zonatus (Simon, 1884); trasferita al genere Canariphantes.
- Bolyphantes zonatus lucifugus (Simon, 1929); trasferita al genere Canariphantes.

### Sinonimi
- Bolyphantes luteolus subnigripes (O. P.-Cambridge, 1879); sinonima di B. luteolus (Blackwall, 1833) a seguito di un lavoro degli aracnologi Locket, Millidge & Merrett del 1974[1].
- Bolyphantes palaeformis (Tanasevitch, 1989); trasferita dal genere Lepthyphantes Menge, 1866 e posta in sinonimia con B. bipartitus (Tanasevitch, 1989) a seguito di uno studio di Tanasevitch (2010e)[1].